# 57e régiment de marche
Pour les articles homonymes, voir 57e régiment.
Le 57e régiment d'infanterie de marche (ou 57e régiment de marche) est un régiment d'infanterie français, qui a participé à la guerre franco-allemande de 1870.

## Création et différentes dénominations
- 20 novembre 1870 : formation du 57e régiment d'infanterie de marche
- 6 avril 1871 : fusion dans le 57e régiment d'infanterie de ligne

## Chef de corps
Le régiment est commandé de novembre 1870 à avril 1871 par le lieutenant-colonel (puis colonel à partir du 14 décembre 1870) Charles-Théodore Millot.

## Historique
Le 57e régiment de marche est formé le 20 novembre 1870 à Lyon, à trois bataillons à six compagnies. Il amalgame la 2e compagnie de dépôt du 4e régiment d'infanterie de ligne, les 3e, 4e, 5e, 6e et 7e compagnies de dépôt du 66e,, les 5e, 6e et 7e compagnies de dépôt du 69e, la 6e compagnie de dépôt du 70e, la 6e compagnie de dépôt du 71e régiment d'infanterie de ligne et les 6e et 7e compagnies de dépôt et la 2e compagnie provisoire du 90e régiment d'infanterie de ligne.

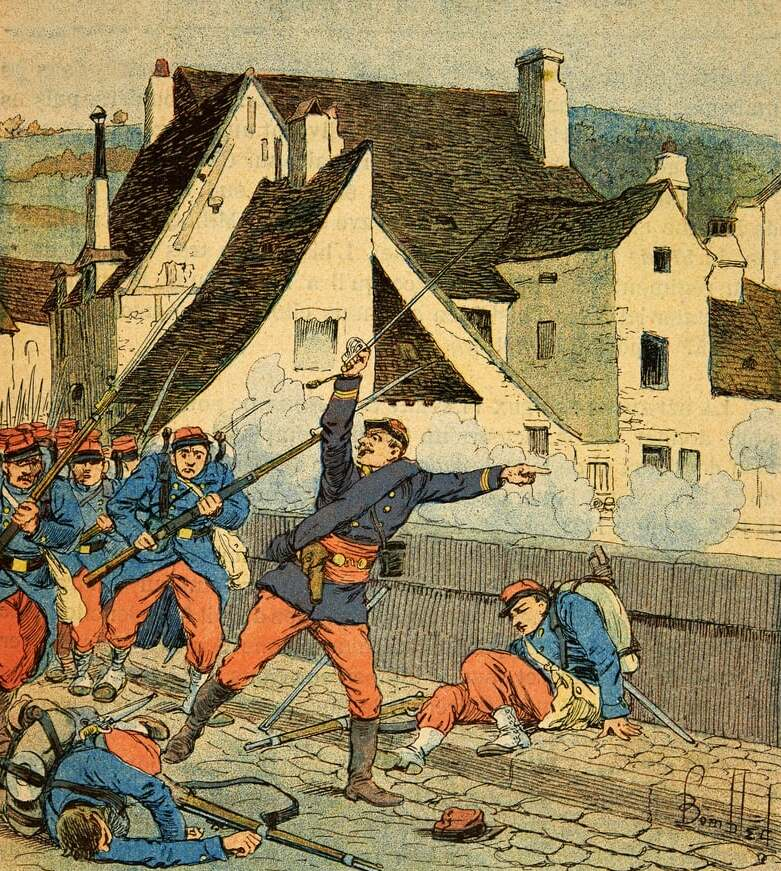
Dessin de Louis Bombled représentant le à la bataille de Nuits le 18/12/1870.

Il rejoint en décembre 1870 la division du général Crémer, formée à Nuits. Il combat avec l'armée de l'Est.
Il fusionne le 6 avril 1871 dans le 57e régiment d'infanterie de ligne.